# Gebouw A (Radio Kootwijk)
Gebouw A is het hoofdgebouw van het zenderpark Radio Kootwijk bij het dorp Radio Kootwijk. Het geheel uit gewapend beton opgetrokken gebouw is een rijksmonument.
De architect, Julius Luthmann, baseerde het ontwerp vooral op het Großfunkstation van Telefunken bij Nauen, waaraan hij een aantal bezoeken bracht. Daarnaast liet hij zich inspireren door het beeld van een sfinx. De vorm van dit mythische wezen is erin te herkennen, met name vanuit de lucht. De bekendste bijnaam van het gebouw is 'de Kathedraal'; meermaals is een vergelijking gemaakt met de Grote Kerk van Veere. Het gebouw in art-deco-stijl, met sculpturen van beeldhouwer Hendrik van den Eijnde, is een mengvorm van de Berlijnse en de Amsterdamse School met Scandinavische invloeden (Luthmann was onder meer sterk beïnvloed door de Finse architect Eliel Saarinen). Gebouw A spreekt tot de verbeelding van artiesten, kunstenaars en theatergezelschappen. Sinds 2005 is Staatsbosbeheer de eigenaar van het gebouw onder de merknaam 'Hier Radio Kootwijk' en wordt het verhuurd als evenementen- en vergaderlocatie.

## Afbeeldingen

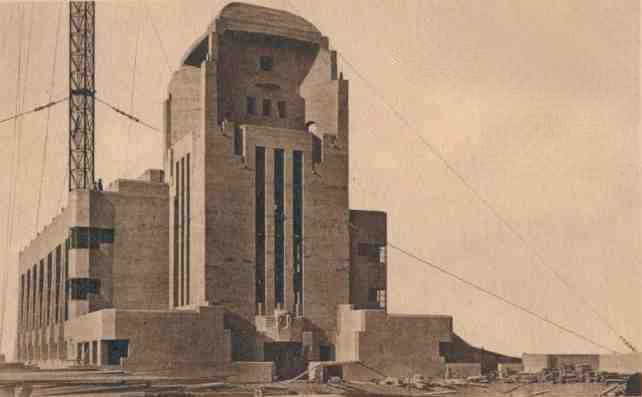
Bouwfoto
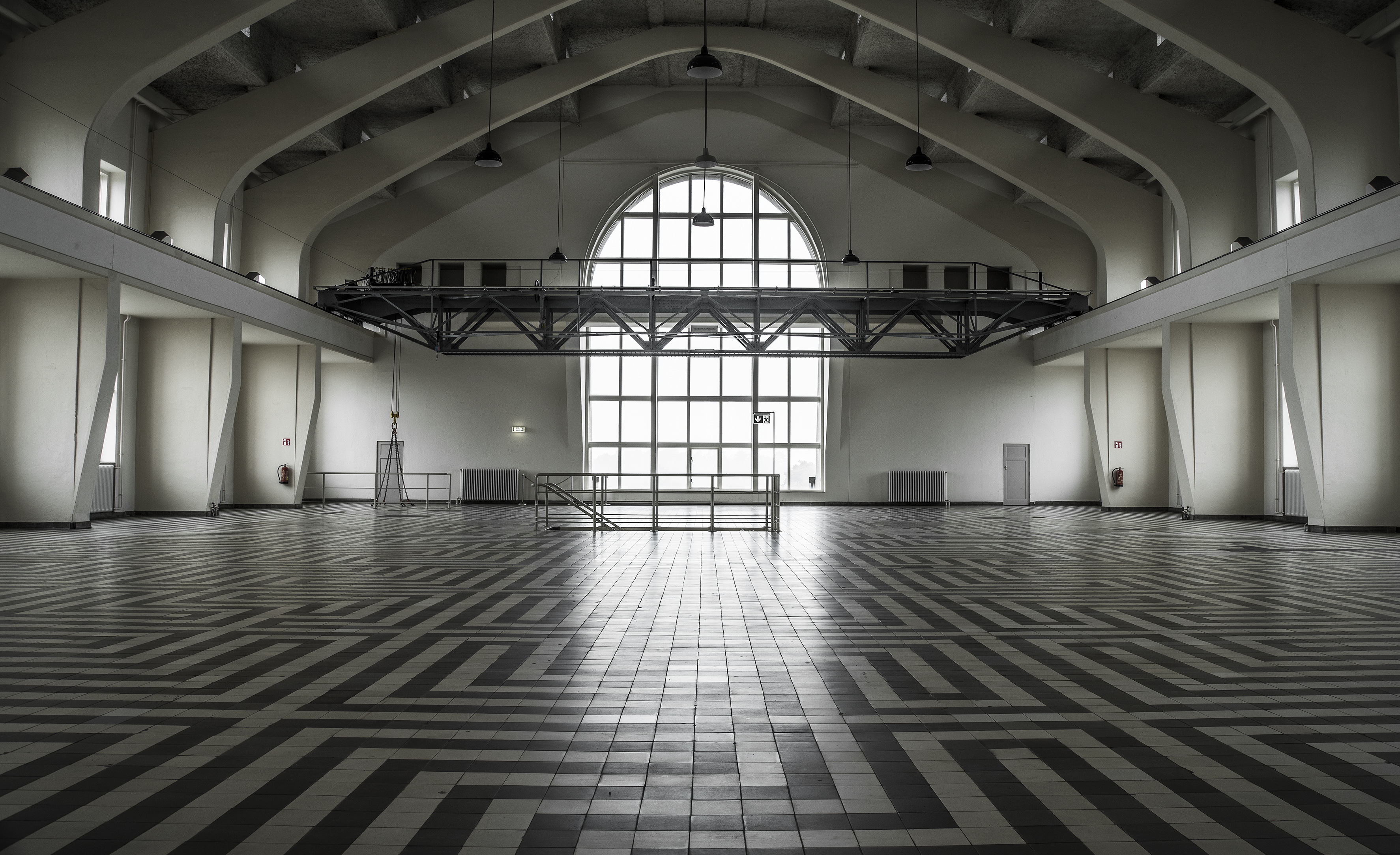
Interieur
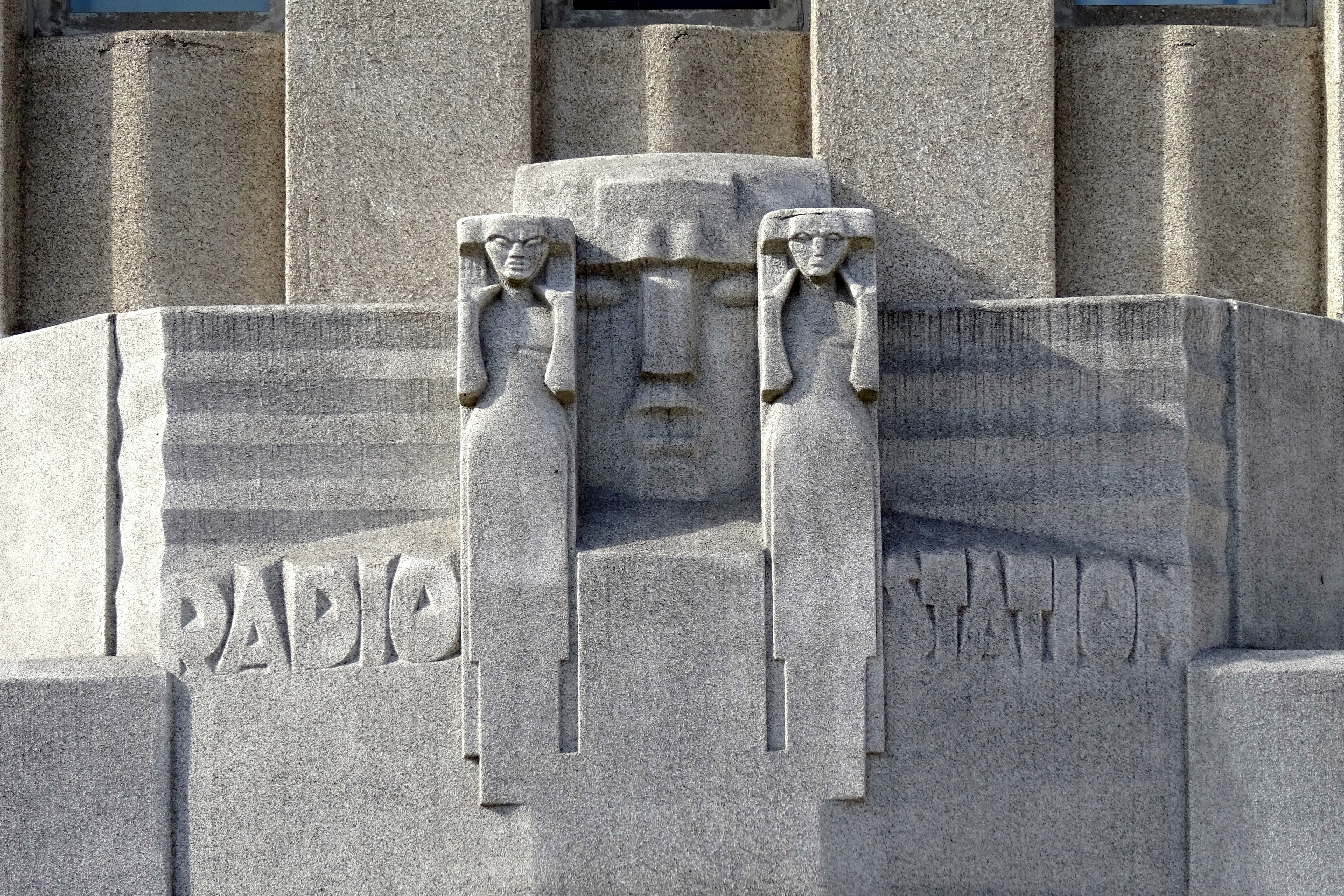
Reliëf van Hendrik van den Eijnde boven de entree.
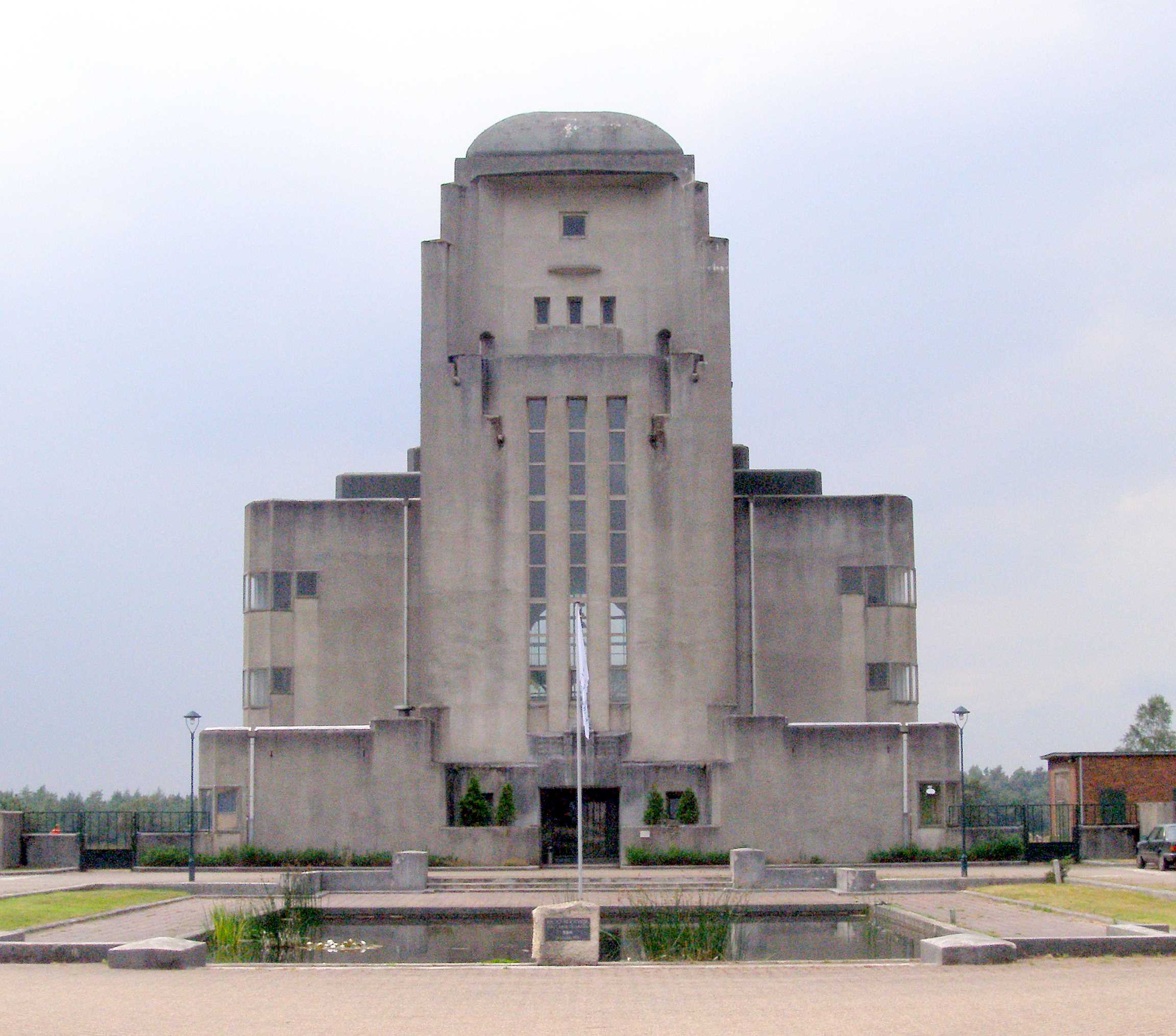
Voorzijde in 2006
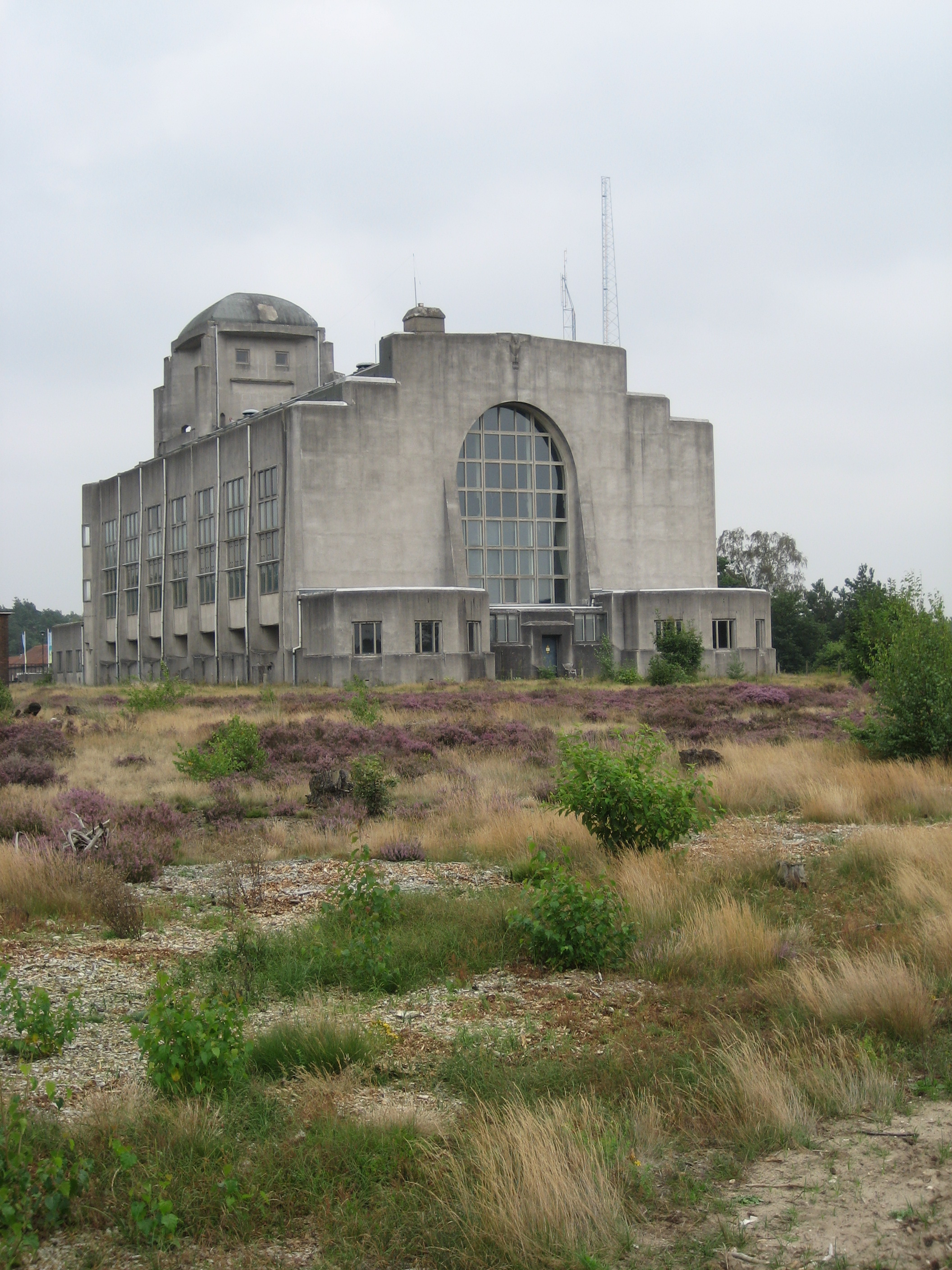
Achterzijde